# Спортсмен-подводник
«Спортсмен-подводник» — продолжающееся издание (сборник), освещавшее подводный спорт в СССР. Выходил в 1962—1992 годах в издательстве ДОСААФ (Москва); вышел 91 (?) номер.
Названия:
- № 1—4 — «В помощь спортсмену-подводнику»;
- № 5—17 — «Библиотечка спортсмена-подводника»;
- № 18—91 (?) — «Спортсмен-подводник».

В основном выходило в год по 4 номера; первые — чёрно-белые, впоследствии — с цветными иллюстрациями и фотографиями. Максимальный тираж — 50 тысяч. Издание прекратилось в 1992 году.
Спустя несколько лет после прекращения издания «Спортсмен-подводник» стали возникать новые периодические издания по подводному плаванию.